# Wuyi Shan
Wuyi Shan (chiń. 武夷山; pinyin Wǔyí Shān) – pasmo górskie w południowo-wschodnich Chinach, na granicy prowincji Fujian i Jiangxi. Rozciąga się na długości ok. 500 km, średnia wysokość wynosi pomiędzy 1000 a 1500 m n.p.m. Najwyższym szczytem jest Huanggang Shan, który ma wysokość 2158 m n.p.m. Obszar gór jest wpisany na listę światowego dziedzictwa UNESCO.
Nazwa gór wiąże się z legendą, która mówi, że w okresie panowania dynastii Shang, na terenie prowincji Jiangsu żył potomek cesarza Huang Di o imieniu Qian Keng. Nazwa pochodzi od imion jego dwóch synów, Wu (武 - wojownik) i Yi (夷 - barbarzyńca), którzy uciekli w góry do prowincji Fujian, kiedy w centralnej części Chin wybuchły zamieszki.
Góry charakteryzują się bogatą florą i fauną, rośnie tam m.in. herbata chińska oraz wiele roślin leczniczych. Ponadto w górach tych występuje ok. 140 różnych gatunków ptaków, gadów i płazów.